# المخطوطة الإسكندرانية

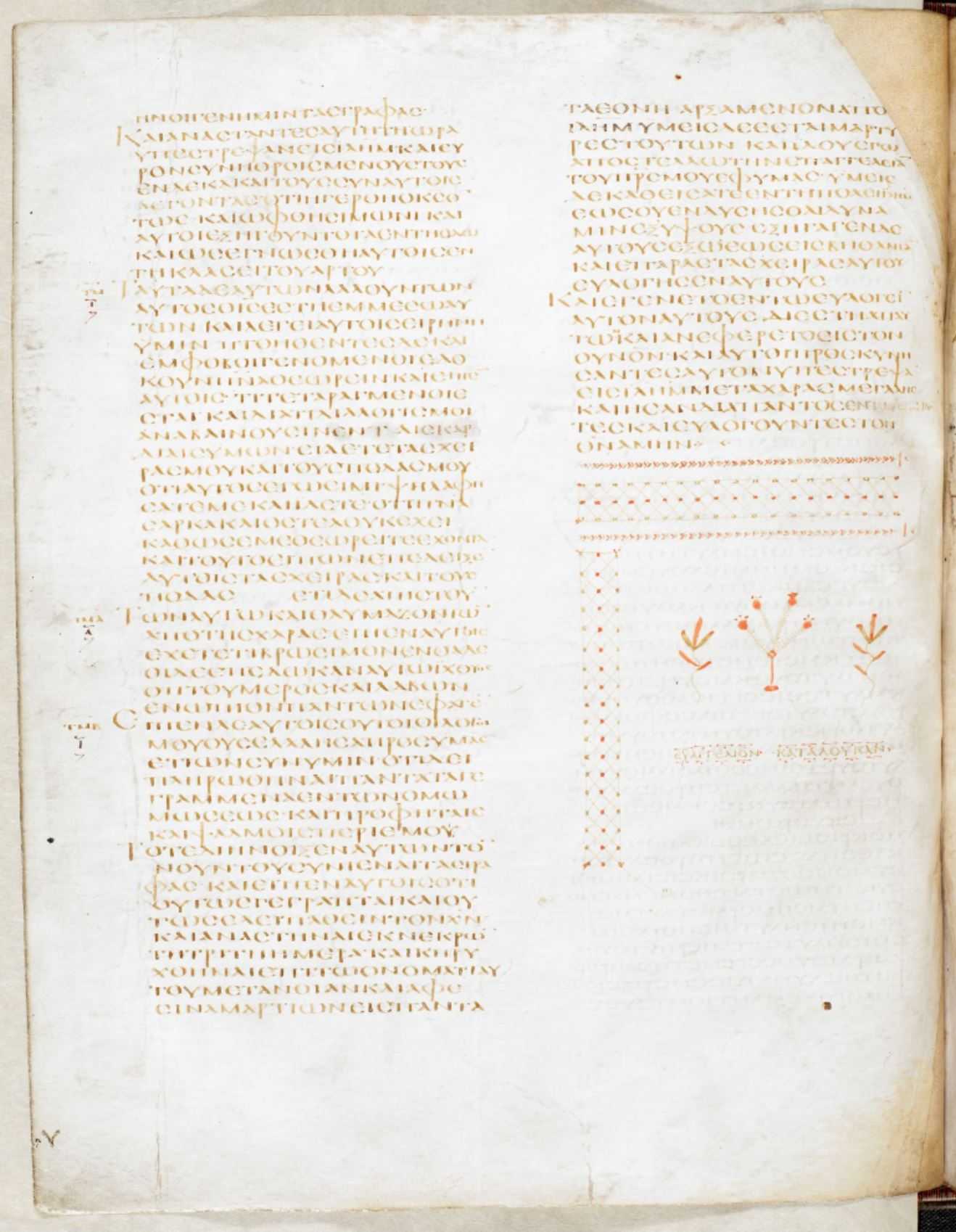
صورة ورقة من المخطوطة الإسكندرانية

المخطوطة الإسكندرانية من أهم مخطوطات العهد الجديد. تعود للقرن الخامس الميلادي وليست كاملة.

## زوائد
تحوي المخطوطة في العهد الجديد رسالتي كليمنتوس، وفي العهد القديم هناك مزامير لسليمان.

## معلومات

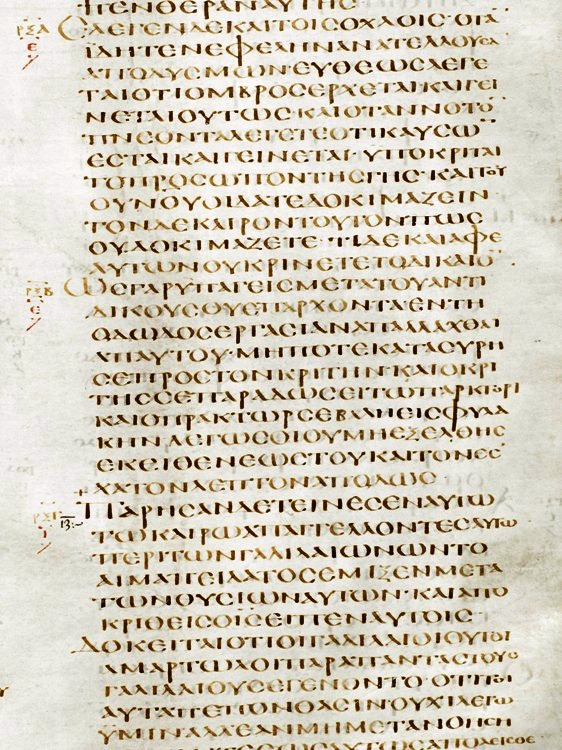
لوقا 12: 54-13: 4، مأخوذة من مخطوطة الإسكندرية.

تعتبر مخطوطات الاسكندرانية من أهم مخطوطات العهد الجديد. تعود للقرن الخامس الميلادي وهي مخطوطات من الإنجيل اليوناني.و تحتوي المخطوطة على أغلب ترجمات التوراة والعهد الجديد. انها واحدة من أربع مخطوطات ترجع إلى الإسكندرية وقد تأثرت بمشاعر عديدة من الغنوصية وأيضا الفاتيكانية والسينائية. انها واحدة من أقدم المخطوطات وأكثرها اكتمالا من الكتاب المقدس. تم تعيينها عام 1751 م باسم(خطاب أ) في المكتبة البريطانية أيضا كانت أول مخطوطة تحتوي على نصوص وخطابات كثيرة.
تاخذ المخطوطة اسمها من مدينة الإسكندرية التي بقيت فيها لسنوات عدة إلى أن احضرها البابا سيريال ليوكاريس بطريرك الأرثوذكس الشرقيون من الإسكندرية إلى القسطنطينة. ثم تم اعطائها إلى تشارلز الأول ملك انكلترا في القرن 17. وقد كانت من أفضل مخطوطات الإنجيل اليونانى الموجودة في بريطانيا. ثم تم إيداعها أخيرا إلى جانب المخطوطات السينائية في معرض ريتبلت في مكتبة بريطانيا. وقد تم تعديل بعض من نصوص المخطوطة منذ القدم.